# Dürrünev Kadınefendi
Dürrünev Kadın (15. března 1835 Batumi – 7. prosince 1895 Istanbul) byla konkubína osmanského sultána Abdulazize. 

## Mládí
Narodila se v březnu 1835 v gruzínském Batumi v abchazské dynastii. Její rodné jméno bylo Melek Dzapš-ipha a jejím otcem byl Mahmud Bej, matkou abchazská princezna Halime Hanım Çikotua. Měla dvě sestry, Ayşe Kemalifer Hanım (matka manželky jejího syna Yusufa) a Aliye Hanım. Byla také tetou Nazperver Kadin, čtvrté manželky sultána Mehmeda V. Měla dlouhé blond vlasy a hnědé oči. 
Když jí byly pouhé tři roky, byla spolu se sestrami odvedená do Istanbulu, kde byly poslány do harému sultána Abdulmecida I., kde se všichni dostaly do péče sultánovi manželky Servetsezy, která vlastní děti neměla. Podle tradic v paláci musely být dívky přejmenovány a tak místo jejího rodného jména Melek dostala jméno Dürrünev a Kemalifer je jen odvozenina z jejího původního jména. Podle tradic také musely dostat výchovu v souladu s islámem a učit se turecky. Dürrünev se v paláci začala zajímat o umění, konkrétně o malbu a kreslení. 

## Sňatek
Dürrünev vyrostla v krásnou mladou dívku a když oslavila své dvacáté narozeniny, všiml si jí princ Abdulaziz (později sultán) při návštěvě paláce v Dolmabahçe a tak poslal jejím rodičům věno a oženil se s ní. Na to jestli si ji smí vzít se zeptal i její harémové opatrovatelky Servetsezy. Ta nejprvé žádost zamítla, ale když se pár zamiloval, svolila ke sňatku, který se konal v květnu roku 1856. 
Sultánovi porodila dvě děti, prince Yusufa Izzetina Efendiho a princeznu Salihu Sultan. Sultán Abdulaziz byl sesazen z trůnu v květnu 1876 a společně s ní a ostatními služebníky byl vězněn v paláci Feriye. Když nastoupil na trůn Abdulazizův synovec Murad V., z vězení je omilostnil, ale v paláci Feriye už museli zůstat. 

## Smrt
Dürrünev zemřela 7. prosince 1895 v paláci Feriye a je pohřbena v hrobce sultána Mahmuda II. v Istanbulu.